# Jalesense Atlético Clube
Jalesense Atlético Clube (anteriormente Clube Atlético Jalesense) é um clube brasileiro de futebol da cidade de Jales, interior do estado de São Paulo. Foi fundado em 3 de janeiro de 1960.
Foi campeão da Série B2 do Campeonato Paulista em 2003.

## Títulos

### Estaduais
- Campeonato Paulista - Segunda Divisão = 2003